# Pitfall II: Lost Caverns
Pitfall II: Lost Caverns – komputerowa gra platformowa wydana przez firmę Activision w 1984 roku na konsolę Atari 2600. W późniejszym okresie wydano wersje na komputery ośmiobitowe (m.in. Atari XL/XE, Commodore 64, ZX Spectrum). Tytuł jest kontynuacją gry Pitfall! z 1982 roku, gdzie główny bohater, Harry, przemierza dżunglę w poszukiwaniu skarbów. Gra została stworzona przez amerykańskiego projektanta Davida Crane’a.

## Odbiór gry
Pitfall II zajął pierwsze miejsce na liście „Best 25 Atari 2600 games of all time” zamieszczonej w numerze 46 magazynu Retro Gamer.